# Andi Matichak
Andi Matichak (Framingham, 3 maggio 1994) è un'attrice statunitense.

## Filmografia

### Cinema
- Goldfishing, regia di Michael Perrone - cortometraggio (2013)
- Va a finire che ti amo (Naomi and Ely's No Kiss List), regia di Kristin Hanggi (2015) non accreditata
- Evol, regia di Mike Perrone (2016)
- Miles, regia di Tim Boardman (2016)
- Halloween, regia di David Gordon Green (2018)
- Bathroom Talk, regia di Chelsea Frei e Noam Tomaschoff - cortometraggio (2018)
- Assimilate, regia di John Murlowski (2019)
- Foxhole, regia di Jack Fessenden (2020)
- Halloween Kills, regia di David Gordon Green (2021)
- Son, regia di Ivan Kavanagh (2021)
- Halloween Ends, regia di David Gordon Green (2022)

### Televisione
- 666 Park Avenue - serie TV, 2 episodi (2013)
- Making It: The Series, regia di Dillon G. Artzer – miniserie TV (2014)
- Orange Is the New Black - serie TV, 1 episodio (2015)
- Underground - serie TV, 1 episodio (2016)
- Blue Bloods - serie TV, 1 episodio (2017)
- The Boonies - serie TV, 1 episodio (2017)

## Doppiatrici italiane
Nelle versioni in italiano dei suoi film, Andi Matichak è stata doppiata da:
- Emanuela Ionica in Halloween, Halloween Kills, Halloween Ends
- Valentina Perrella in Son